# Альбатрос Буллера
Альбатрос Буллера (Thalassarche bulleri) — відносно невеликий морський птах родини альбатросових (Diomedeidae). Гніздиться на субантарктичних островах Нової Зеландії та харчується біля узбережжя Австралії та на півдні Тихого океану, частково біля узбережжя Чилі й Перу. Названий на честь новозеландського орнітолога Вольтера Буллера.
Це типовий альбатрос, його оперення нагадує оперення мартинів із білим низом та темним верхом. Голова і шия сріблястого кольору, із чорними плямами навколо очей. Дзьоб чорний з жовтою смужкою.
Раніше класифікувався МСОП як уразливий вид (VU), проте у зв'язку з деяким відновленням численності популяції у 2008 році отримав статус «майже під загрозою» (NT).

## Галерея

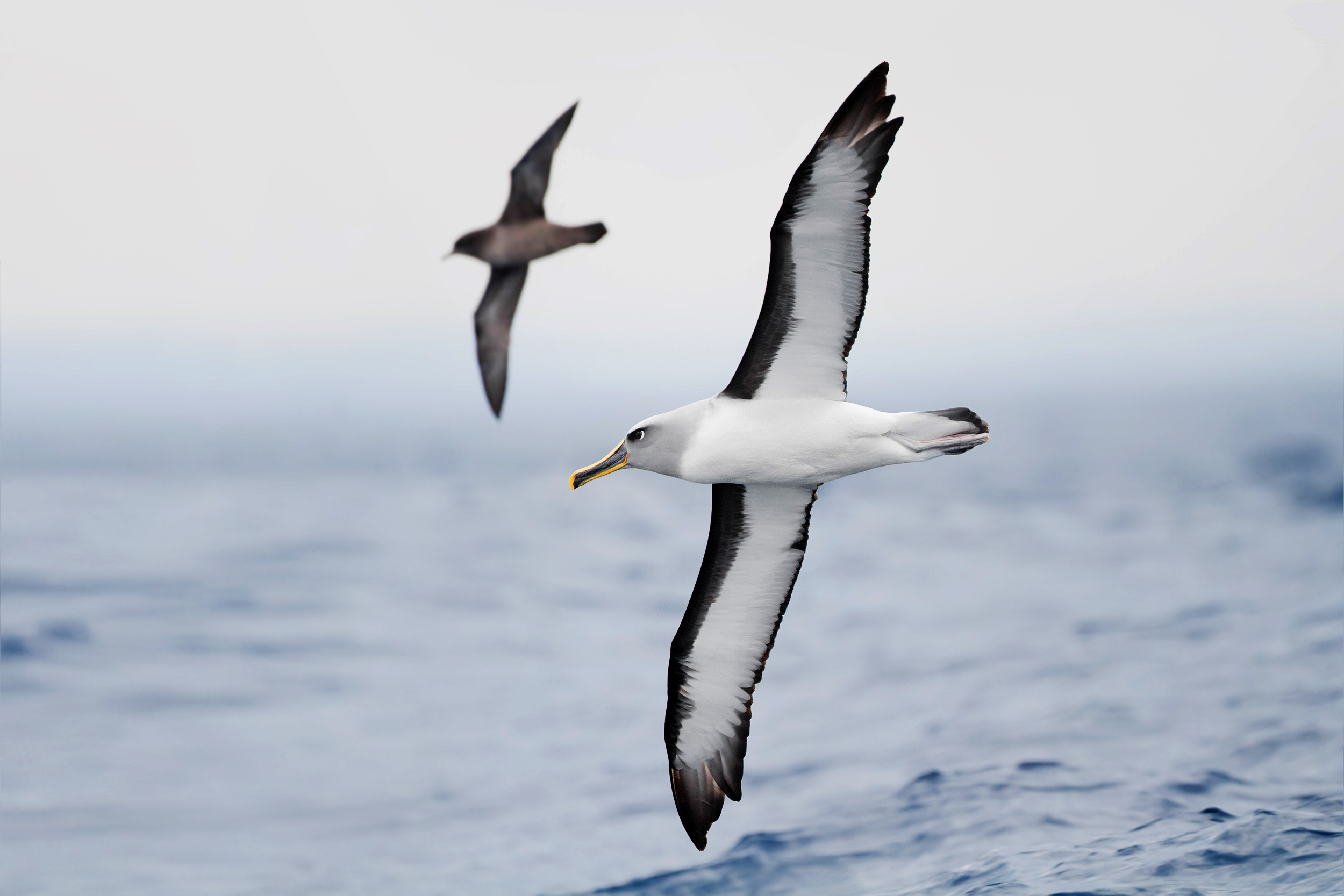
Альбатрос Буллера з тонкодьобим буревістником позаду, на схід від півострова Тасман, Тасманія
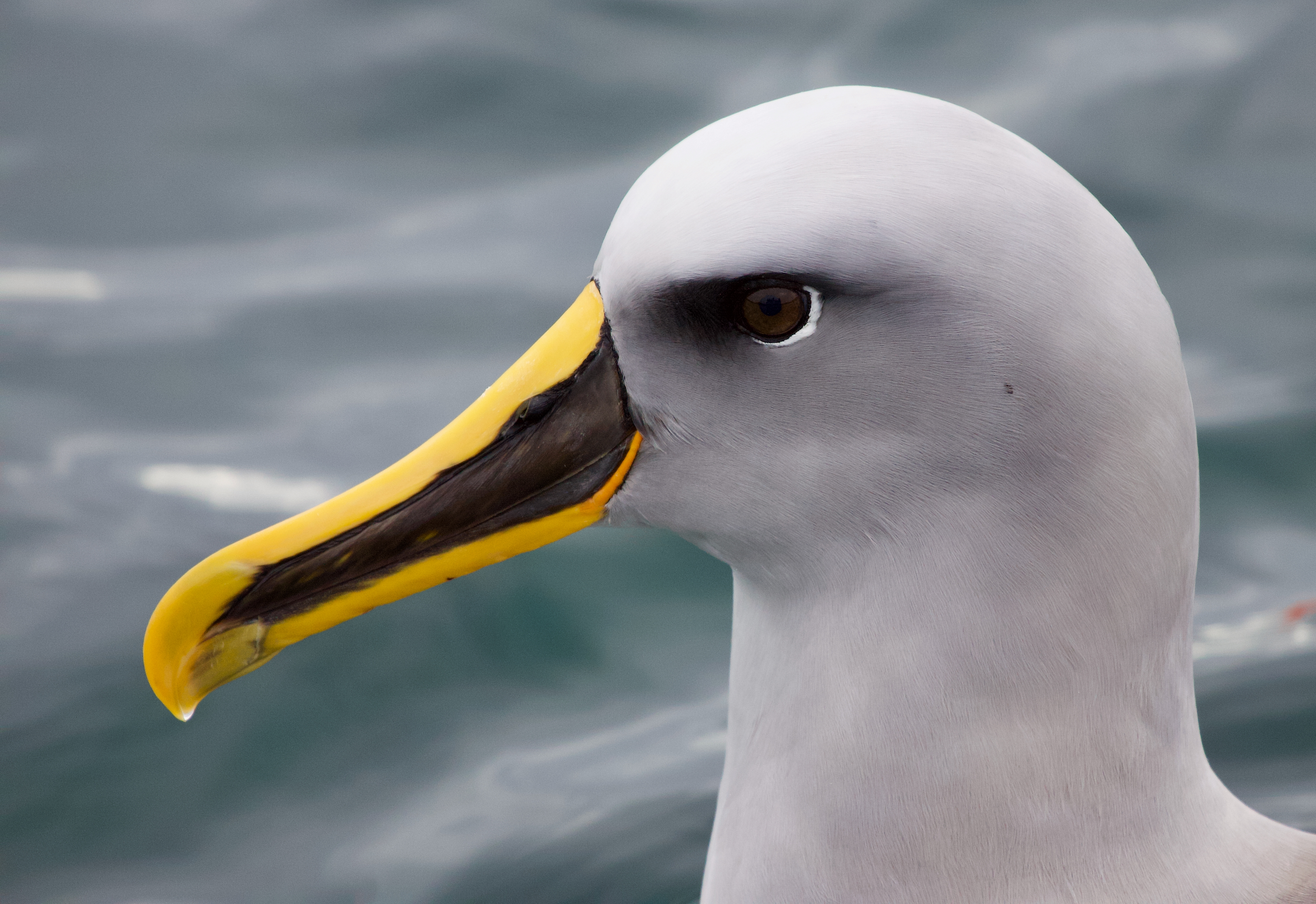
Голова альбатроса Буллера
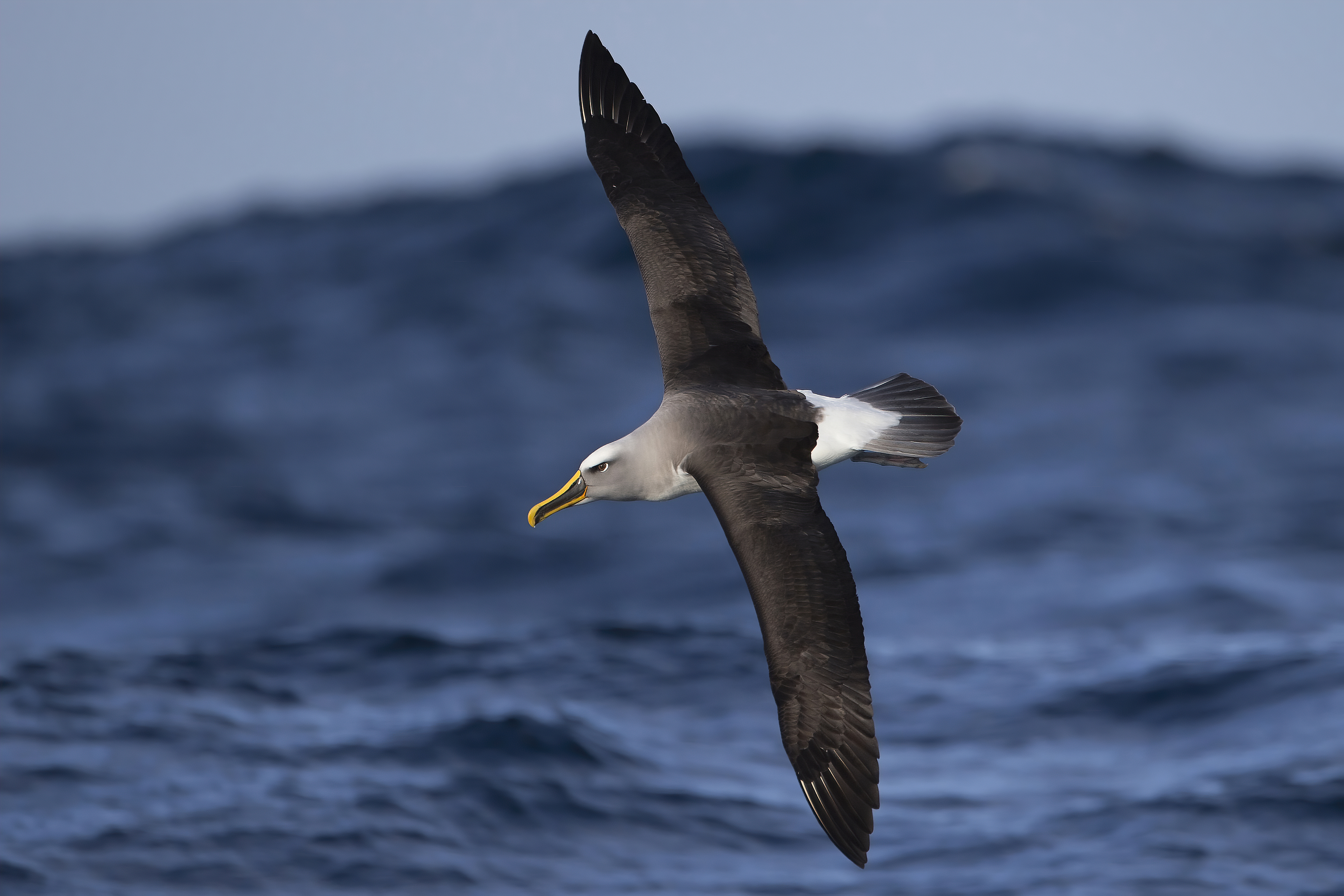
В польоті
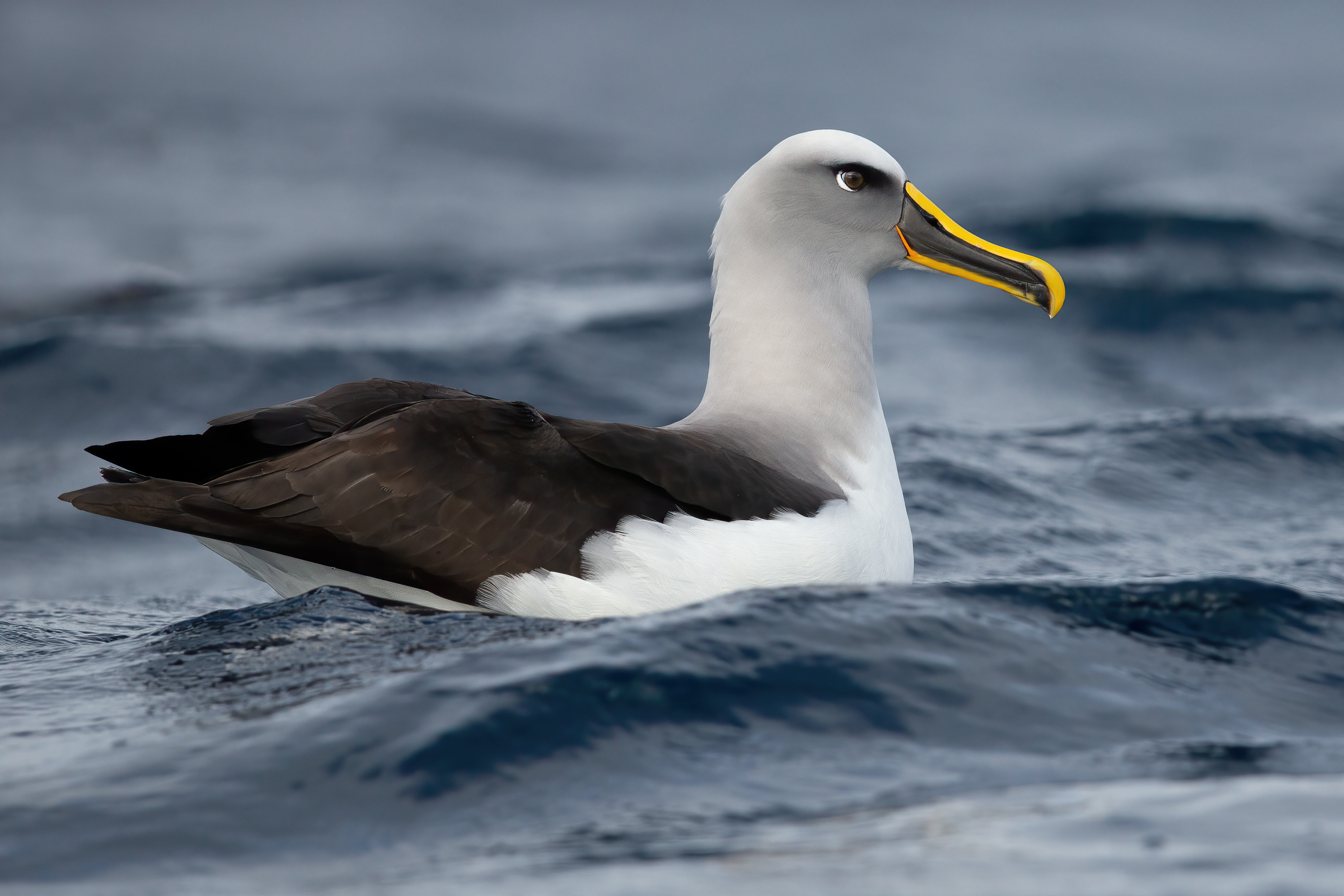
У воді